# Beinn Ìme
Le Beinn Ìme (gaélique écossais pour « montagne beurre ») est une montagne écossaise et point culminant des Alpes d'Arrochar, en Argyll, dans le sud des Highlands. Il atteint 1 011 m d'altitude, ce qui en fait un munro.